# Niklas Larsen
Niklas Larsen (Slagelse, 22 maart 1997) is een Deens baan- en wegwielrenner die sinds 2025 voor BHS-PL Beton Bornholm uitkomt. In 2016 werd hij, samen met zijn teamgenoten, derde in de ploegenachtervolging op de Olympische Spelen in Rio de Janeiro.

## Belangrijkste resultaten

### Baanwielrennen
| Jaar | DK                                                                 | EK                                          | WK                                               | Overig |
| ---- | ------------------------------------------------------------------ | ------------------------------------------- | ------------------------------------------------ | --- |
| 2016 | Scratch · Puntenkoers · Koppelkoers                                | Puntenkoers                                 | Ploegenachtervolging                             | Olympische Spelen: · ploegenachtervolging                                                                                        |
| 2017 | 1 km tijdrit · Achtervolging · Scratch · Puntenkoers · Koppelkoers | Puntenkoers · Koppelkoers                   |                                                  | WB Cali: Ploegenachtervolging · WB Cali: Koppelkoers · WB Pruszków: Omnium · WB Manchester: Koppelkoers · WB Milton: Puntenkoers |
| 2018 |                                                                    |                                             | Ploegenachtervolging                             | |
| 2019 |                                                                    |                                             | Ploegenachtervolging                             | |
| 2020 | koppelkoers                                                        |                                             |                                                  | |
| 2021 |                                                                    |                                             |                                                  | |
| 2022 |                                                                    |                                             |                                                  | |
| 2023 |                                                                    |                                             | Ploegenachtervolging                             | |
| 2024 |                                                                    | puntenkoers · omnium · ploegenachtervolging | ploegenachtervolging · puntenkoers · koppelkoers | Olympische Spelen: · ploegenachtervolging · koppelkoers                                                                          |
| 2025 |                                                                    | ploegenachtervolging · omnium               |                                                  | |

### Wegwielrennen
2018
Eschborn-Frankfurt U23
1e etappe Ronde van Rhône-Alpes Isère
2019
Himmerland Rundt
Eind- en jongerenklassement Ronde van Denemarken
Lillehammer GP
2021
Fyen Rundt
2025
1e etappe Ronde van Loir-et-Cher
Eindklassement Ronde van Loir-et-Cher
2e etappe Kreiz Breizh Elites

## Ploegen
- 2016 –  Virtu Pro-Véloconcept-Nortec
- 2017 –  Virtu Cycling-Véloconcept
- 2018 –  Virtu-Nortec
- 2019 –  ColoQuick
- 2020 –  Uno-X Norwegian Development Team
- 2021 –  Uno-X Pro Cycling Team
- 2022 –  Uno-X Pro Cycling Team
- 2023 –  Uno-X Pro Cycling Team
- 2024 –  Uno-X Pro Cycling Team
- 2025 –  BHS-PL Beton Bornholm

Abrahamsen · Andersen · Blikra · Charmig · Dversnes · Eg · Gregaard · Gudmestad · Halvorsen · Hansen · Hindsgaul · Holter · Hulgaard · A. Johannessen · T. Johannessen · K. Kulset · S. Kulset · Larsen · Levy · Resell · Saugstad · A. Skaarseth · I. Skaarseth · Sleen · Tiller · Træen · Urianstad · Wærenskjold · Wærsted
Abrahamsen · Andersen · Bendixen · Blikra  · Blume Levy · Charmig · Dversnes · Eg · Fredheim · Gregaard · Gudmestad · Halvorsen · Hindsgaul · Holter · A. Johannessen · T. Johannessen · Kristoff · M. Kulset · S. Kulset · Larsen · Norman Leth · Resell · Sander Hansen · Skaarseth · Tiller · Træen · Urianstad · Wærenskjold
Abrahamsen · Andersen · Bendixen · Bévort · Blikra  · Blume Levy · Cort · Dversnes · Eiking (vanaf 8/2) · Fredheim · Gudmestad · Hoelgaard · Holter · Hvideberg · A. Johannessen · T. Johannessen · Kristoff · J. Kulset · M. Kulset · S. Kulset · Larsen · Leknessund · Løland · Resell · Sander Hansen · Skaarseth · Tiller · Urianstad · Wallin · Wærenskjold